# Ljubow Sabaschta

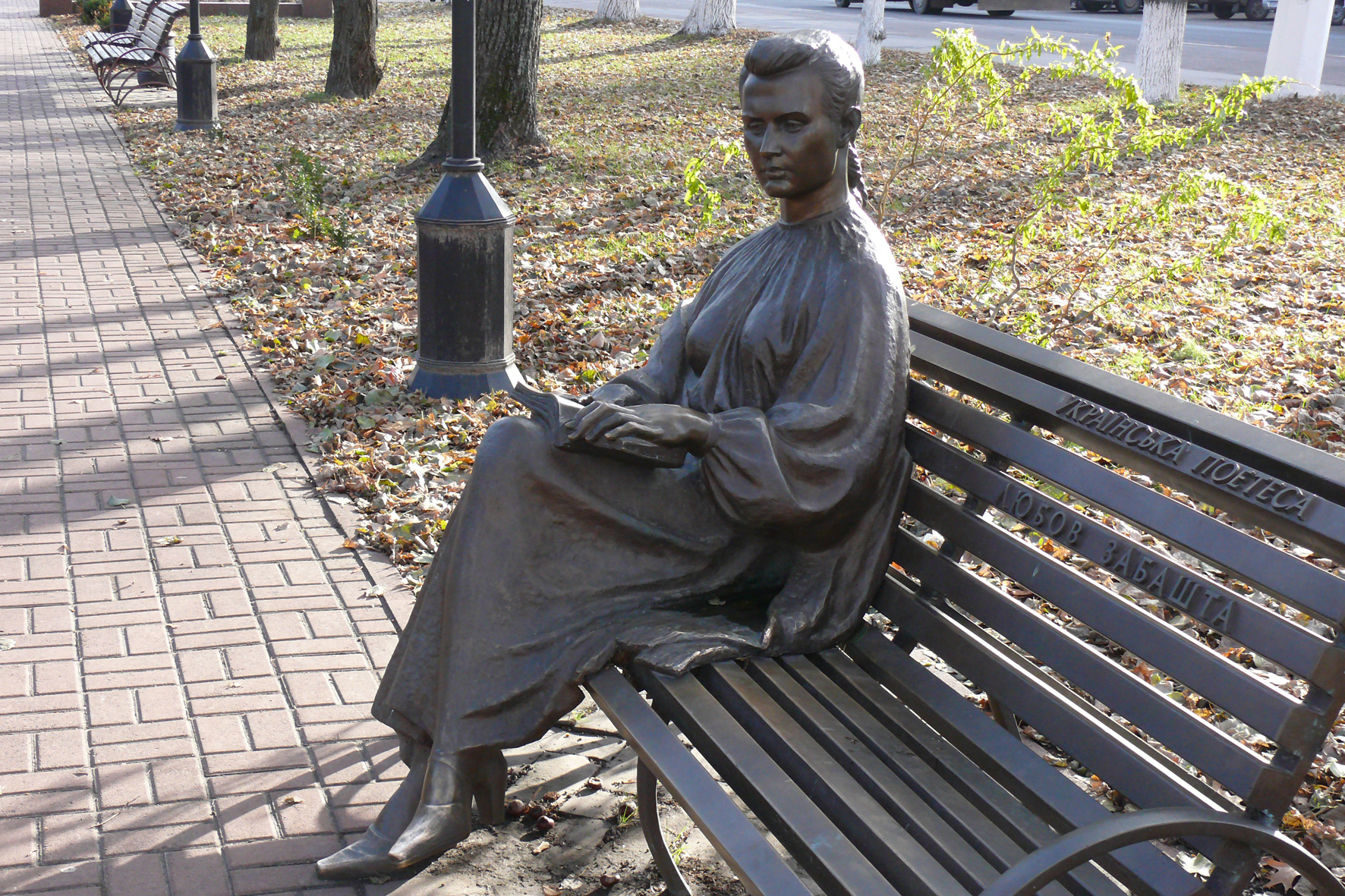
Statue von Ljubow Sabaschta in Pryluky

Ljubow Wassyliwna Sabaschta (ukrainisch Любов Василівна Забашта, * 3. Februar 1918 in Pryluky; † 21. Juli 1990 in Kiew) war eine sowjetische Schriftstellerin.

## Leben
Sie begann während ihrer Schulzeit Gedichte zu schreiben. 1935 veröffentlichte sie ihr erstes Gedicht in der Prylukyer Zeitung Prawda Prylutschtschyny. Nach ihrem Schulabschluss studierte sie am Odessaer Wasserinstitut, das sie 1940 abschloss. Während des Krieges arbeitete sie als Ingenieurin an der Rybinsker Werft und später an der Leninskaja kusniza. Sie absolvierte 1953 ein Fernstudium an der Fakultät für Sprache und Literatur der Pädagogischen Universität M. P. Drahomanow. Anschließend leitete sie die Lyrikabteilung der Zeitschrift Dnipro. 1950 wurde sie Mitglied im Schriftstellerverband der Ukraine. Im Dezember 1956 heiratete sie Andrij Malyschko. Das Paar lebte in Kiew im Rolit, an dessen Fassade am 12. März 2003 eine Gedenktafel für Sabaschta angebracht wurde.
Ihre erste Gedichtsammlung für Kinder wurde 1963 veröffentlicht. Später erschienen Gedichtbände, Prosabücher, Theaterstücke und dramatische Gedichte. Zu ihren Werken gehören außerdem der Roman Dort, jenseits des Flusses, die Jugend (1970) und die fiktional-dokumentarische Erzählung Das Haus meiner Kindheit (1983). Die Hauptthemen ihrer Werke sind der Heldenmut im Kampf gegen den Faschismus, die Liebe zur Heimat, die Schönheit der Natur sowie mütterliches und familiäres Glück. Einige ihrer Werke wurden ins Russische, Englische, Polnische, Rumänische und Tschechische übersetzt. Ihre Gedichte, die in der UdSSR aus Zensurgründen nicht veröffentlicht wurden, wurden in dem Buch Mit offenen Mündern (Kiew, 2003) veröffentlicht. Die zentrale Stadtbibliothek von Pryluky wurde nach Sabaschta benannt und 2004 wurde dort ein Museum der Schriftstellerin eröffnet.